# Ryan Lee
Ryan Scott Lee (* 4. Oktober 1996 in Austin, Texas) ist ein US-amerikanischer Schauspieler. Bekannt ist er durch seine Rolle im Film Super 8 (2011).

## Leben
Ryan Lee wurde im Oktober 1996 in Austin, Texas, geboren. 2011 spielte er im Science-Fiction-Film Super 8 neben Joel Courtney und Elle Fanning die Rolle des Cary. Für diese Rolle konnte die Besetzung den Phoenix Film Critics Society Award gewinnen und wurde bei den Teen Choice Awards 2011 in der Kategorie Choice Movie Chemistry und bei den Young Artist Awards 2012 als beste Besetzung in einem Spielfilm nominiert.
Ebenfalls bekannt wurde Ryan Lee im Musikvideo Titanium von David Guetta und Sia. Hier spielt er einen kleinen Jungen, der übernatürliche Kräfte hat und vor amerikanischen Spezialeinheiten der Polizei davonläuft. Die offizielle Premiere des Videos fand am 21. Dezember 2011 statt. Das Musikvideo spielt in der Dorval High School in Québec in Kanada.

## Filmografie (Auswahl)
- 2006: Friday Night Lights (Fernsehserie, Episode 1x10)
- 2008: Kings of the Evening
- 2008: A Birthday Story (Kurzfilm)
- 2008: Color by Number (Kurzfilm)
- 2009: Breaking Bad (Fernsehserie, Episode 2x01)
- 2009: Das Geheimnis des Regenbogensteins (Shorts)
- 2011: Make A Wish
- 2011: The Legend of Hell’s Gate: An American Conspiracy
- 2011: Super 8
- 2012: Meeting Evil
- 2012: Community (Fernsehserie, Episode 3x21)
- 2012: Meine Schwester Charlie (Good Luck Charlie, Fernsehserie, Episode 3x16)
- 2012: R. L. Stine’s The Haunting Hour (Fernsehserie, Episode 3x08)
- 2012: Immer Ärger mit 40 (This Is 40)
- 2013: Workaholics (Fernsehserie, Episode 3x16)
- 2013: White Rabbit
- 2013–2014: Trophy Wife (Fernsehserie, 22 Episoden)
- 2014: Furchtbar fröhliche Weihnachten (A Merry Friggin’ Christmas)
- 2015: Gänsehaut (Goosebumps)
- 2018: My Dead Ex
- 2021: Black Friday – Überlebenschance stark reduziert! (Black Friday)